# Opius obustus
Opius obustus är en stekelart som beskrevs av Vladimir Ivanovich Tobias 1998. Opius obustus ingår i släktet Opius och familjen bracksteklar. Inga underarter finns listade i Catalogue of Life.